# Ignace Nemet Allah Ier
Ignace Nemet Allah Ier (ou Na'mat Allah), appelé en latin Nehemias, fut patriarche d'Antioche de l'Église jacobite de 1557 à 1576, mort 27.05.1587 à Bracciano (Italie).

## Carrière
Il appartenait à une famille chrétienne éminente de la région de Diyarbakir (ville connue alors sous le nom de Caramit) qui à son époque dirigea pendant plusieurs décennies l'Église jacobite. C'était un homme qui, comme ses frères, était très érudit dans les disciplines cultivées traditionnellement par le clergé jacobite (étant entre autres, dans le domaine profane, médecin, mathématicien, astronome). Il fut ordonné patriarche en 1557, résidant à Diyarbakir. Au cours de son pontificat, il fut mêlé à des controverses avec des clercs musulmans, liées apparemment à la fonction de médecin qu'il exerçait auprès du gouverneur turc de la province. Il fut également mis en cause du fait de contacts qu'il avait noués avec des représentants de la papauté, contestés à l'intérieur même de son Église. Des religieux musulmans l'accusèrent d'athéisme, et à l'instigation du gouverneur il fit à un certain moment une profession de foi musulmane. Toujours est-il que la situation devint intenable pour lui, et il s'enfuit en 1576 en laissant le trône patriarcal à son frère David.
Il gagna Venise via Chypre ou Rhodes. À la fin d'un livre de mathématiques conservé à la Bibliothèque Laurentienne, on lit cette note rédigée de sa main en arabe : « Avec l'aide de l'inspiration du Tout-Puissant, nous avons pu résoudre ces problèmes, le 20 octobre de l'année grecque 1888 [= 1577 de l'ère chrétienne], alors que moi, âme perdue, de mon nom patriarche Ni'meh, j'étais sur le navire ballotté par les flots marins, en route vers Venise ».
De Venise, il partit pour Rome en compagnie d'un homme qui portait le nom de Paolo Orsini, qui était un Turc converti au christianisme, et qui lui servit d'interprète. Reçu par le pape Grégoire XIII, il déclara officiellement son retour au christianisme, et fut fort bien accueilli au Vatican, car il se fit fort de ramener sa communauté dans le giron de l'Église catholique. Grégoire XIII lui accorda une pension.
Il se lia particulièrement au cardinal Giulio Antonio Santorio, qui était protecteur à Rome des Églises orientales, et au prélat maltais Leonardo Abela, éminent orientaliste qui connaissait l'arabe et le syriaque et qui lui servit de traducteur. On parlait alors à Rome d'établir des imprimeries avec les caractères des langues orientales (notamment l'alphabet syriaque et l'alphabet arabe), pour assurer notamment la propagande de l'Église catholique en Orient. La principale personnalité qui s'attacha à ce projet fut le cardinal Ferdinand de Médicis (qui devint grand-duc de Toscane en 1587) : en 1584, il fonda à Rome la Stamperia Orientale Medicea (en latin Typographia Medicea linguarum externarum), dirigée par l'orientaliste Giambattista Raimondi. Le patriarche, qui avait emporté des livres de Diyarbakir dans sa fuite, les céda au cardinal de Médicis contre une pension de vingt-cinq écus par mois, avec le libre accès à ces livres jusqu'à sa mort ; en outre il fit partie du comité éditorial de la Stamperia Medicea, précieux collaborateur oriental de Raimondi.
Le patriarche entra aussi dans le comité mis en place en 1579 par le pape Grégoire XIII pour la réforme du calendrier (le calendrier grégorien, entré en application, dans les pays catholiques, en octobre 1582). Ce comité était composé des neuf personnes suivantes : Christophorus Clavius, savant jésuite ; le cardinal Guglielmo Sirleto ; Vincenzo Lauro, évêque de Mondovi ; Séraphin Olivier-Razali ; Antonio Giglio (frère de Luigi Giglio, auteur du projet sur lequel on travaillait, mort en 1576) ; le dominicain Ignazio Danti ; le bénédictin de Sienne Teofilo Marzio, connu comme cartographe ; un Espagnol nommé en latin Petrus Ciaconus, sur lequel on ne sait presque rien ; et le patriarche Nemet Allah.
Le patriarche apportait au comité la très éminente science arabe en matière d'astronomie (notamment les travaux d'Omar Khayyam, qui avait établi en 1074 que l'année tropique durait 365,24219858156 jours). Il fit une proposition qui ne fut pas retenue, au profit de celle de Christophorus Clavius. Celui-ci proposait de supprimer trois jours bissextiles tous les quatre cents ans aux années zéro de siècle (1600 bissextile, mais non 1700, 1800, ni 1900 ; 2000 bissextile, mais non 2100, 2200, ni 2300, etc.). Nemet Allah proposa un cycle de 33 ans (le nombre d'années de la vie du Christ) ; il y aurait huit années bissextiles par cycle (4, 8, 12, 16, 20, 24, 28, 32), donc 24 en 99 ans (au lieu de 25 en cent ans).
Nemet Allah correspondit avec Joseph Juste Scaliger, qui avait pour sa science et sa piété la plus haute considération (chose extraordinaire pour un savant connu pour sa grande vanité et coutumier des polémiques les plus aigres) : « Cet homme parfait - car je ne saurais le décrire autrement, tant il est l'exemple le plus accompli de la culture et de toutes les vertus - m'a écrit l'an dernier [...] ». Scaliger se refusait à traduire les lettres que le patriarche lui écrivait en arabe tant elles lui paraissaient admirables.
En mars 1583, Leonardo Abela fut envoyé en Orient par Grégoire XIII et le cardinal Santorio, muni de lettres du patriarche Nemet Allah, pour prendre contact, notamment, avec ses frères David et Thomas, qui dirigeaient l'Église jacobite depuis son départ. Mais la situation dans la région était tellement tendue que ces pourparlers ne furent guère concluants, les deux frères n'osant s'engager sur rien, même sur l'adoption de la réforme du calendrier, à laquelle Nemet Allah avait participé.